# Kettenschleppschiffahrt der Oberelbe

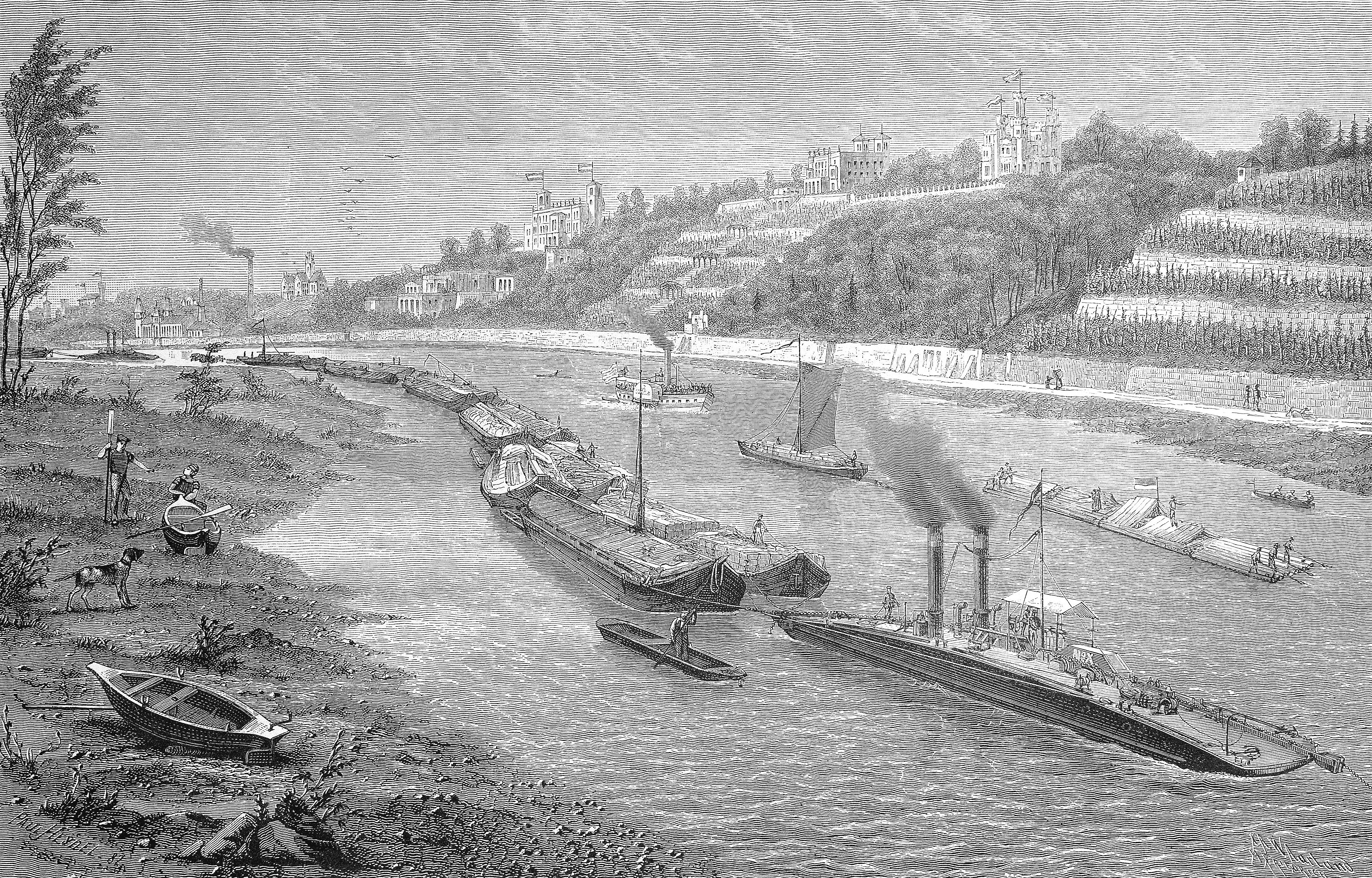
Eindruck der Kettenschifffahrt auf der Elbe bei Dresden

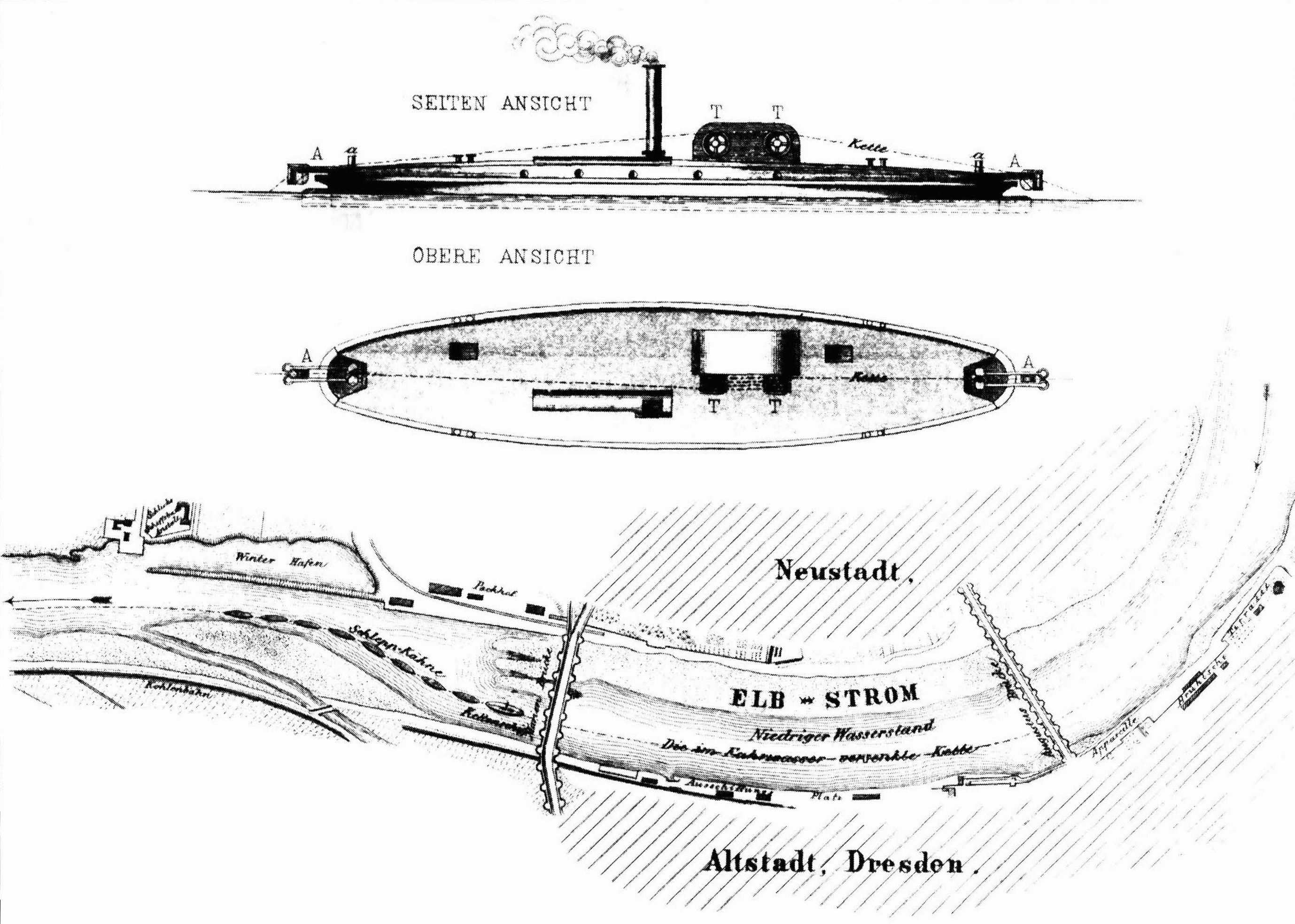
Kettenführung bei Dresden

Kettenschifffahrt auf Elbe und Saale

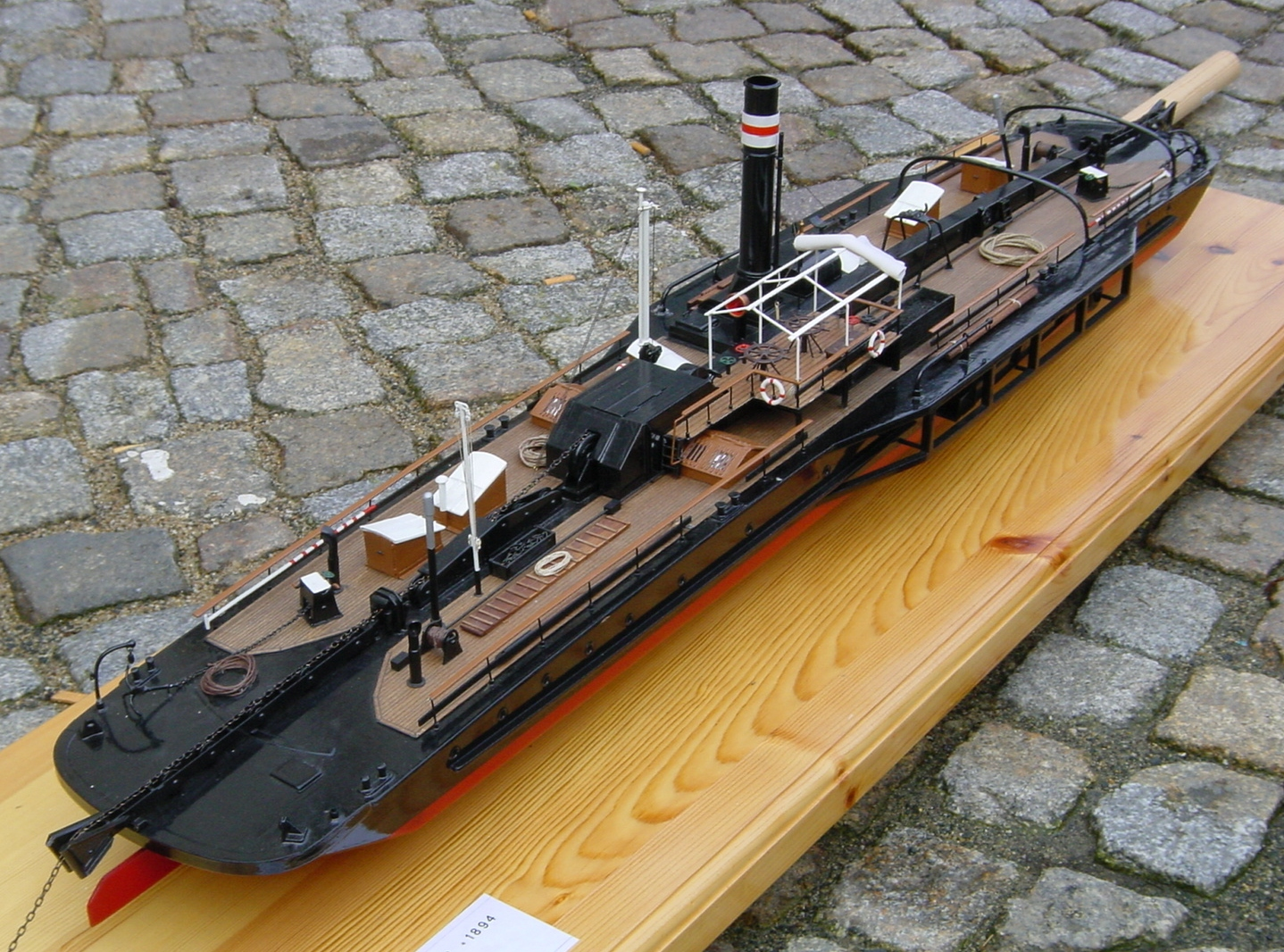
Modell des Kettenschleppers Gustav Zeuner mit Turbinenpropeller für die Talfahrt

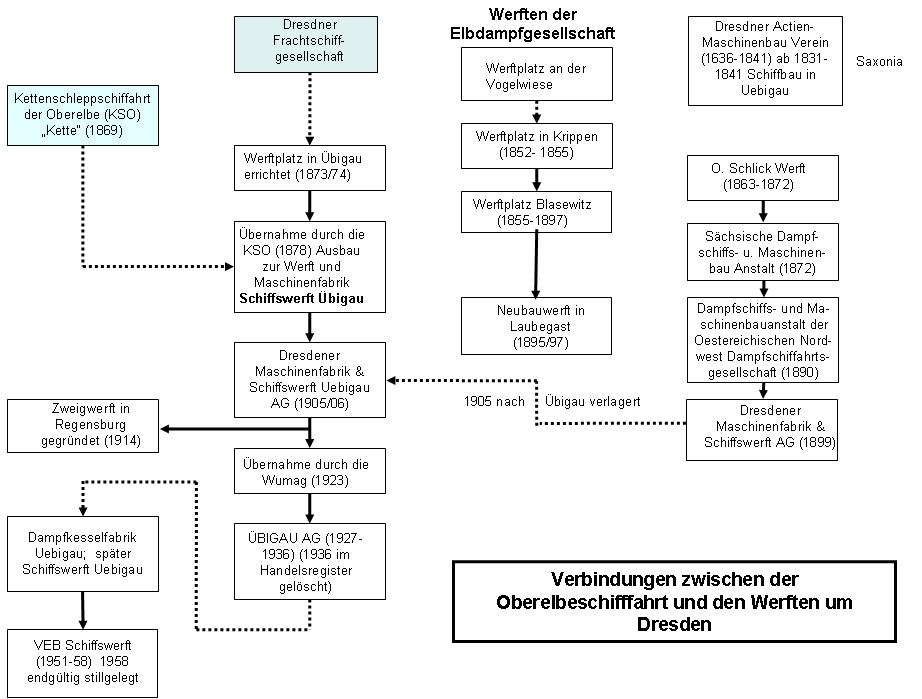
Struktur zur Erläuterung der Verbindungen zwischen der KSO und der Schiffswerft Übigau

Die Aktiengesellschaft Kettenschleppschiffahrt der Oberelbe (KSO) wurde 1869 zunächst zum Betrieb der Kettenschifffahrt im sächsischen Abschnitt der Elbe gegründet. Zum Direktor wurde der Initiator Ewald Bellingrath bestellt.

## Hintergrund und Vorgeschichte
Hintergrund zur Einführung der Kettenschleppschifffahrt war die Entwicklung der Eisenbahn, deren starke Ausbreitung Mitte des 19. Jahrhunderts eine sehr starke Konkurrenz der Elbschifffahrt bedeutete. Die bisherige Technologie des Segelns und Treidelns auf der Elbe war zu aufwändig und zu langsam. Die etwa seit 1840 regelmäßig fahrenden Raddampfschlepper hatten einen großen Tiefgang und verfügten über geringe Antriebsleistungen, da sie mit Niederdruckdampfmaschinen ausgestattet waren.
Kettenschlepper, wie sie bereits in Frankreich Anwendung fanden, hatten nur einen geringen Tiefgang und konnten auch Strecken mit großem Gefälle und starken Strömungen bewältigen. Als Nachteil galten jedoch die hohen Investitionskosten für die Verlegung und Instandhaltung der Kette. Allerdings mussten auch die Eisenbahnen ihren Fahrweg mit hohen Investitionskosten selbst erstellen. Auf Strecken mit wenig Gefälle wurden erfolgreich Raddampfer als Schlepper eingesetzt.
Zum Pionier in Deutschland wurde die „Vereinigte Hamburg-Magdeburger Dampfschiffahrts-Compagnie“ (VHMDC) mit der ersten Strecke (5 km) zwischen Magdeburg-Neustadt und Buckau. Hier fuhren die ersten Kettenschleppdampfer ab 1866 und bewährten sich hervorragend. Die Strecke wurde darauf bis Ferchlau erweitert und erreichte drei Jahre später Hamburg.

## Kettenschleppschiffahrt der Oberelbe (KSO, 1869–1881)
Die Industrie und Banken (E. Bellingrath) und der  Schifferverein (A. Fiedler) in Sachsen einigten sich und bildeten eine gemeinsame Gesellschaft, die „Kettenschleppschifffahrt der Oberelbe“ in Dresden. Bellingrath wurde ihr Direktor, das Aktienkapital betrug rund 800.000 Taler (2,4 Mio. Mark).
Zuerst erhielt die Gesellschaft vom Land Sachsen die Konzession zur Auslegung der Kette (allerdings unter strengen Auflagen). Bereits ein halbes Jahr nach der Gründung am 1. November 1869 wurden zwei Kettenschlepper auf dem ersten Teil der 49 km langen Strecke zwischen Merschwitz und Loschwitz eingesetzt. Eine schnelle Erweiterung wurde durch Fähren, die am Querseil oder an der Querkette geführt wurden, gebremst. Erst die Umstellung auf das Prinzip der Gierfähren schaffte hier Abhilfe. Um 1870 war die geplante Strecke von rund 120 km von Kreinitz bis Schmilka ausgelegt.
1871 lag auch die Konzession von Anhalt vor, und die Kette wurde daraufhin von Magdeburg und Kreinitz aus in beiden Richtungen verlegt. Noch im gleichen Jahr ging die Gesamtstrecke von 330 km in Betrieb und 1873 verfügte die KSO bereits über 13 Kettenschlepper. 1872 wurden rund 10.000 Kähne mit einem Frachtaufkommen von etwa 140.000 Tonnen geschleppt. Dieses verdoppelte sich bis 1880 auf rund 292.000 Tonnen. 1878 wurde die Schiffswerft Übigau integriert und ausgebaut, damit konnten die Kettenschlepper auf der eigenen Werft überholt werden, auch Neubauten entstanden hier. 1880 wurde mit der Elbdampfschiffahrtsgesellschaft eine Betriebsgemeinschaft gebildet.

## Nachfolger

### Kette – Deutsche Elbschiffahrts-Gesellschaft (1881–1903)
1881 kaufte die KSO die „Elb-Dampfschiffahrts-Gesellschaft“ und die „Hamburg-Magdeburger Dampfschiffahrts-Compagnie“ und fusionierte mit diesen am 1. Januar 1882 zur „Kette – Deutsche Elbschiffahrts-Gesellschaft“. Sie verfügte 1883 von Schmilka bis Hamburg über 625 km Kette in der Elbe und 27 Kettenschlepper. Außerdem gehörten ihr neben 110 Schleppkähnen zwölf Radschleppdampfer, acht Eilgutdampfer und zwei Personendampfer. Dies war der Höhepunkt dieser Technologie auf der Elbe. Ab 1898 wurden die Ketten einzelner Strecken nicht mehr erneuert und die Kettenschifffahrt dort eingestellt, da die Konkurrenz durch Radschleppdampfer mit den wirtschaftlichen Dreifach-Expansionsmaschinen zunahm.
Die Trommelwinden wurden durch Greifräder mit geringerem Kettenverschleiß ersetzt und bei Talfahrt fuhren die neuen Kettenschlepper wie die Gustav Zeuner zur Kettenschonung mit dem Antrieb von sogenannten Turbinenpropellern.

### Vereinigte Elbschiffahrts-Gesellschaft (ab 1904)
Am 12. Dezember 1903 fusionierte die „Kette“ mit der „Dampfschleppschiffahrts-Gesellschaft vereinigter Elbe- und Saale-Schiffer“ und ging daraufhin am 1. Januar 1904 in der aus diesem Zusammenschluss hervorgegangenen „Vereinigten Elbschiffahrts-Gesellschaft“ auf.  Außerdem wurden 1903/04 per Umtauschangebot mit Hilfe der Deutschen und der Dresdner Bank über 95 % der Aktien der „Österreichischen Nordwest-Dampfschiffahrts-Gesellschaft“ erworben, deren Betrieb die Dresdner fortan ebenfalls führten.
1907 wurden zusätzlich die Betriebsmittel der „Privatschiffer-Transport-Gesellschaft eGmbH in Aken“, der „Elbe-Dampfschiffahrt in Hamburg“ und der „Deutsch-Österreichischen Dampfschiffahrts-AG in Dresden“ gepachtet.
1921 wurde die Saalestrecke eingestellt. 1929 waren auf der Elbe noch 185 km Kette, 1943 noch nur 10 km mit zwei Kettenschleppern Betrieb. 1945 wurden die letzten Kettenschlepper bei einem Luftangriff zerstört. Damit wurde auch die Kettenschleppschifffahrt in Deutschland endgültig beendet, denn auf den anderen Flüssen wurde dieser Bereich der Schifffahrt bereits früher eingestellt; sie wurde danach an keiner Stelle wieder aufgenommen.